# Franciszek de Paula Victor
Franciszek de Paula Victor (ur. 12 kwietnia 1827 w Campanha de Princesa, zm. 23 września 1905 w Três Pontas) – brazylijski duchowny, błogosławiony Kościoła katolickiego.

## Życiorys
Urodził się 12 kwietnia 1827 na terenach dzisiejszego stanu Minas Gerais. Jego matka była niewolnicą, ojca nie znał. Pochodził z religijnej rodziny i matka Franciszka pomagała mu, by trwał w wierze. 14 czerwca 1851 przyjął święcenia kapłańskie, i rozpoczął posługę duszpasterską w swej rodzinnej miejscowości.
18 czerwca 1852 został przeniesiony do Três Pontas, gdzie tam napotkał się z niechęcią wiernych, jednak dzięki swej modlitwie i pokorze w swoim kapłaństwie zdołał to przezwyciężyć. Później ci wierni zaczęli go darzyć wielkim szacunkiem i uwielbieniem. Będąc w Três Pontas pomagał innym, żyjąc sam w ubóstwie.
Zmarł 23 września 1905 w opinii świętości. Przez trzy dni jego ciało było wystawione w zbudowanym dzięki niemu kościele. Następnie zostało złożone w miejscowej krypcie. Został beatyfikowany 14 listopada 2015 przez kardynała Angela Amato w imieniu papieża Franciszka.